# María de la Purísima
Santa María de la Purísima de la Cruz (Madrid; 20 de febrero de 1926 - Sevilla; 31 de octubre de 1998) fue una religiosa católica española que ingresó el 8 de diciembre de 1944 en la Compañía de la Cruz, congregación fundada en el siglo XIX por Santa Ángela de la Cruz para atender a los pobres, enfermos y niñas huérfanas. Fue canonizada por el papa Francisco el 18 de octubre de 2015.

## Biografía
Su padre fue Ricardo Salvat Albert, de Málaga, profesor mercantil, y su madre Margarita Romero Ferrer, de Madrid, licenciada en Filosofía y Letras y muy religiosa. Se casaron en la Iglesia de la Concepción de Madrid el 18 de diciembre de 1922.
Fueron ocho hermanos: Margarita, Ricardo, María Isabel (la futura María de la Purísima), Roberto (que fue vicario del Opus Dei en Caracas), Álvaro, María del Carmen, Guillermo y Teresa.
Nació a las 6:00 a. m. del 20 de febrero de 1926 en el número 23 (actual 25) de la calle Claudio Coello del barrio de Salamanca de Madrid. En esta casa pasó sus últimos meses Gustavo Adolfo Bécquer. Fue bautizada el 27 de febrero de 1926 en la Iglesia de la Concepción, con el nombre de: María (por la Virgen) Isabel Rafaela (por sus padrinos) Amanda Elvira (por sus tías paternas) Teresa (por su bisabuela materna) Ramona Euqueria (por ser uno de los santos de aquel día) de la Santísima Trinidad.
Fue al Colegio de la Bienaventurada Virgen María, de monjas irlandesas. Hizo la primera comunión el 24 de mayo de 1932 en este colegio. En el verano de 1936 estaba con su familia de vacaciones en San Rafael, provincia de Segovia. En julio de 1936 empezó la Guerra Civil y el padre huyó con la familia de la represión del Frente Popular. Fueron en un camión de soldados a Segovia. Luego pasaron por Valladolid y Salamanca. Fueron a Portugal y se establecieron en Figueira da Foz, cerca de Coímbra. En el verano de 1937 se marcharon a San Sebastián. En septiembre de 1939 regresaron a Madrid y continuó en el mismo colegio. El 10 de diciembre de 1943 pasó a pertenecer a la Asociación de Hijas de María del Colegio, para lo cual hizo una consagración a la Virgen y recibió una medalla de Hija de María.
El 31 de marzo de 1942 Isabel se encontró con las hermanas de la Cruz en un sanatorio de tuberculosos, ya que le gustaba ayudar a los enfermos. Ese día, su madre y su hermana Margarita les entregaron una donación.
Su madre organizó un viaje de sus dos hijas mayores, Margarita y María Isabel, a Sevilla para que conocieran a su tía, sor Ángeles, monja de las irlandesas, y también para que visitasen la Casa Madre de las Hermanas de la Cruz. Las dos pasaron unos días en Sevilla durante la Semana Santa, en abril de 1942.
María Isabel estuvo en el colegio de las irlandesas hasta 1944. El 21 de julio se examinó en la Universidad de Madrid y obtuvo el título de bachiller.
El convento de las hermanas de la Cruz de Madrid fue fundado el 29 de febrero de 1929 en un piso alquilado en la calle del Rollo. En 1931 compraron una casa en la calle Rey Francisco. Cuando comenzó la Guerra Civil, en 1936, salieron de Madrid, y al regresar en 1939 encontraron un solar donde antes había estado el convento. Habitaron un piso y gestionaron la reconstrucción del convento, que fue inaugurado en 1942.
María Isabel y su amiga María Ibáñez decidieron hacerse monjas en 1944. María Isabel entró en la Casa Madre de Sevilla de las hermanas de la Cruz y María Ibáñez en el noviciado de Castilleja de la Cuesta de las irlandesas, ambas el 8 de diciembre, día de la Inmaculada Concepción, de 1944.
El 9 de junio de 1945 María Isabel recibió el hábito y comenzó su noviciado. La ceremonia fue presidida por el sacerdote José María Machiñena, superior de los redentoristas. Entonces era superiora general de las hermanas de la Cruz sor Catalina de la Cruz de la Fuente. María Isabel tomó el nombre religioso de María Purísima de la Cruz.
El 27 de junio de 1947 hizo sus votos temporales, en presencia del sacerdote Mariano Mediavilla, misionero del Inmaculado Corazón.
En septiembre de 1947 fue enviada a Lopera, provincia de Jaén, para hacerse cargo de la dirección del colegio que tenían allí las religiosas.
En 1950 fue destinada a Valladolid, para hacerse cargo del colegio que tenían allí las religiosas. Convalidó sus estudios en Sevilla, obteniendo el 20 de febrero de 1952 el título de maestra de enseñanza primaria. Emitió sus votos perpetuos en Sevilla el 9 de diciembre, en una ceremonia presidida por el cardenal Segura.
Tras finalizar el curso 1952-1953 en Valladolid, fue a dirigir el colegio de Estepa.
El 5 de agosto de 1956 asistió a la ordenación sacerdotal de su hermano Roberto, en la Capilla de Nuestra Señora de Loreto en Madrid. Su primera misa la celebró, en presencia de su familia, en el colegio de las irlandesas.
El 2 de octubre de 1959 fue nombrada madre superiora del convento de Estepa.
El 13 de diciembre de 1965 fue nombrada socia (ayudante) de la maestra de novicias, sor María Ignacia. Comenzó a ejercer el cargo a principios del siguiente año.
Entre 1968 y 1969 hizo un curso de teología en la Escuela Diocesana de Teología de Sevilla.
En 1969 se decide, para ver cómo resulta, dividir el territorio de la Compañía de la Cruz en dos provincias, una al norte y otra al sur del Guadalquivir, y nombrar a dos provinciales. Esto durará entre el 15 de julio de 1969 y el siguiente capítulo general, el 20 de octubre de 1970, y se considerará inviable. Durante ese tiempo, la provincial de la primera provincia fue sor María de la Purísima y de la segunda sor María Sofía, que es miembro del Consejo.
Posteriormente, a María de la Purísima le nombraron tercera consejera general. En enero de 1971 realizó un curso sobre Educación General Básica en el Instituto Calasanz de Ciencias de la Educación en Madrid. Entre 1972 y 1973 hizo un curso de especialización para el profesorado de la Educación General Básica en el área de filología inglesa en la Delegación Provincial del Ministerio de Educación y Ciencia en Sevilla.
El 13 de septiembre de 1971 fue nombrada superiora del convento de Villanueva del Río y Minas.
El 11 de febrero de 1977 tuvo lugar un capítulo general, presidido por Bueno Monreal, en el que fue elegida madre superiora general.
En 1978 inició las gestiones para la fundación de un convento en Puertollano, provincia de Ciudad Real. Este sería fundado el 4 de noviembre de 1980.
El 21 de marzo de 1979 obtuvo el título de ayudante técnico sanitario del Ministerio de Educación y Ciencia en Madrid.
En 1980 fue a Roma para una celebración de la vida religiosa. En una ceremonia, en el momento de acercarse al san Juan Pablo II a entregar un cirio, le dijo "Santo Padre, vengo de España y le traigo todo el amor del instituto". El papa contestó: "Yo bendigo al instituto".
El 27 de octubre de 1981 asistió a una misa en la capilla privada de san Juan Pablo II en el Palacio Apostólico Vaticano. Terminada la misa, fue con él a la biblioteca privada del papa, donde ella le regaló un libro de escritos de sor Ángela de la Cruz, por entonces venerable.
El 13 de mayo de 1982 fundó el convento del barrio de Las Colonias de Huelva.
El 29 de octubre de 1982, gracias a las gestiones de María de la Purísima, el cuerpo de sor Ángela de la Cruz fue trasladado, en una ceremonia presidida por el arzobispo Carlos Amigo Vallejo, de la cripta de la iglesia a otro sepulcro para que su cuerpo incorrupto pudiera ser venerado por los fieles.
El 5 de noviembre de 1982 san Juan Pablo II vino a Sevilla y beatificó a sor Ángela de la Cruz. Posteriormente, visitó la Casa Madre de la Compañía de la Cruz, donde fue recibido por la madre María de la Purísima.
El 6 de noviembre de 1982 María de las Mercedes de Borbón también visitó la Casa Madre, donde fue recibida por María de la Purísima.
En el capítulo general del 13 de mayo de 1983 fue reelegida como madre superiora general. En el capítulo general del 17 de septiembre de 1989 fue reelegida superiora general, lo que tuvo que contar con la aprobación de la Santa Sede, al ser más de dos mandatos.
El 1 de julio de 1984 fundó un convento en Regio de Calabria, Italia. En España, el 14 de septiembre de 1984 fundó otro convento en Cádiz, el 15 de octubre de 1985 fundó otro convento en Lugo y el 2 de marzo de 1990 fundó otro convento en Linares.
En el capítulo general del 4 de octubre de 1995 fue reelegida superiora general, para lo cual también contó con la aprobación de la Santa Sede.
Falleció el 31 de octubre de 1998. La misa de difuntos fue oficiada por el arzobispo Carlos Amigo Vallejo, presentándose a esta 49 sacerdotes que no habían sido convocados y una multitud de fieles. Fue enterrada en la cripta de la iglesia de la Casa Madre, en la calle Santa Ángela de la Cruz de Sevilla. En esta misma iglesia se venera el cuerpo incorrupto de Santa Ángela de la Cruz.

## Venerable
El 17 de marzo de 2009, Benedicto XVI reconoció el ejercicio heroico de sus virtudes, declarándola venerable.

## Beatificación
El milagro para su beatificación tuvo lugar en La Palma del Condado a principios de febrero de 2004. Una niña que padecía una cardiopatía congénita y que había sido operada dos veces sufrió una parada cardíaca que la dejó inmóvil e incapaz de reconocer a nadie. La madre de la niña recibió una estampa de la venerable María de la Purísima de las hermanas de la Cruz con una oración. La madre pasó la estampa sobre la hija diciendo las siguientes palabras: "Tú eres la que tienes que curar a mi hija, si es verdad que eres santa, qué mejor milagro que poner a mi hija buena, yo lo único que te pido es que sus ojitos me vean y me reconozcan". Las hermanas de la Cruz también pidieron intercesión a la entonces venerable María de la Purísima. Nueve días después de haber dejado el hospital, se produjo una recuperación completa y repentina de la niña, sin necesidad de rehabilitación y sin secuelas. La Congregación de las Causas de los Santos de Roma aprobó el milagro el 27 de marzo de 2010.
El 18 de septiembre de 2010 fue beatificada en una multitudinaria misa celebrada en nombre de Benedicto XVI por monseñor Angelo Amato, Prefecto de la Congregación para las Causas de los Santos en la que estuvieron presentes los cardenales Carlos Amigo Vallejo -arzobispo emérito de Sevilla-, Antonio María Rouco Varela -arzobispo de Madrid-, Agustín García-Gasco -arzobispo emérito de Valencia- y el arzobispo de Sevilla. La celebración tuvo lugar en el Estadio Olímpico de la Cartuja en Sevilla. Para presidir la misa de beatificación de Madre María de la Purísima, se eligió la imagen de la Virgen de la Esperanza Macarena.
Benedicto XVI redactó la siguiente carta apostólica para la beatificación:

Nos, acogiendo el deseo de Nuestro Hermano Juan José Asenjo Pelegrina, Arzobispo de Sevilla, así como de otros muchos hermanos en el Episcopado y de numerosos fieles, después de haber consultado el parecer de la Congregación para las Causas de los Santos, con Nuestra Autoridad Apostólica, concedemos que la Venerable Sierva de Dios María de la Purísima, religiosa, de la Congregación de las Hermanas de la Compañía de la Cruz, la cual, iluminada por la sabiduría de la Cruz, dedicó su vida al servicio de los pobres y de los enfermos y a la educación cristiana de la juventud, de ahora en adelante pueda ser llamada Beata y que se pueda celebrar su fiesta en los lugares y, según las normas establecidas por el Derecho, el 31 de octubre de cada año, día de su nacimiento para el cielo.
En el nombre del Padre y del Hijo y del Espíritu Santo.
Dado en Roma, junto a San Pedro, el día 13 de septiembre del año del Señor 2010, sexto de Nuestro Pontificado.
Benedicto XVI, Papa

A la siguiente mañana de ser beatificada, se ofreció en la Catedral de Sevilla una solemne función de acción de gracias presidida por una imagen de la nueva beata. Al finalizar esta Solemne Función hubo procesión de la imagen de la Beata María Purísima desde la Catedral hasta la Iglesia de San Juan de la Palma donde las hermanas de la Cruz homenajearon a la Virgen de la Amargura expuesta en Solemne Besamanos para tal ocasión.

## Canonización
En noviembre de 2014 la Congregación para la Causa de los Santos aprobó un segundo milagro de sanación. En este caso se trató de un cofrade de la Macarena, que se recuperó milagrosamente tras doce días inconsciente.
La canonización tuvo lugar el 18 de octubre de 2015 en Roma, por el papa Francisco. Fue canonizada junto con el beato Vicente Grossi y el matrimonio de los beatos Luis Martín y María Azélia. En la homilía de la misa de canonización Francisco dijo de la Madre María de la Purísima:

Santa María de la Purísima, sacando de la fuente de la oración y de la contemplación, vivió personalmente con gran humildad el servicio a los últimos, con una dedicación particular hacia los hijos de los pobres y enfermos. […]

El testimonio luminoso de estos nuevos santos nos estimulan a perseverar en el camino del servicio alegre a los hermanos, confiando en la ayuda de Dios y en la protección materna de María. Ahora, desde el cielo, velan sobre nosotros y nos sostienen con su poderosa intercesión.